# Inaugurace Miloše Zemana 2013

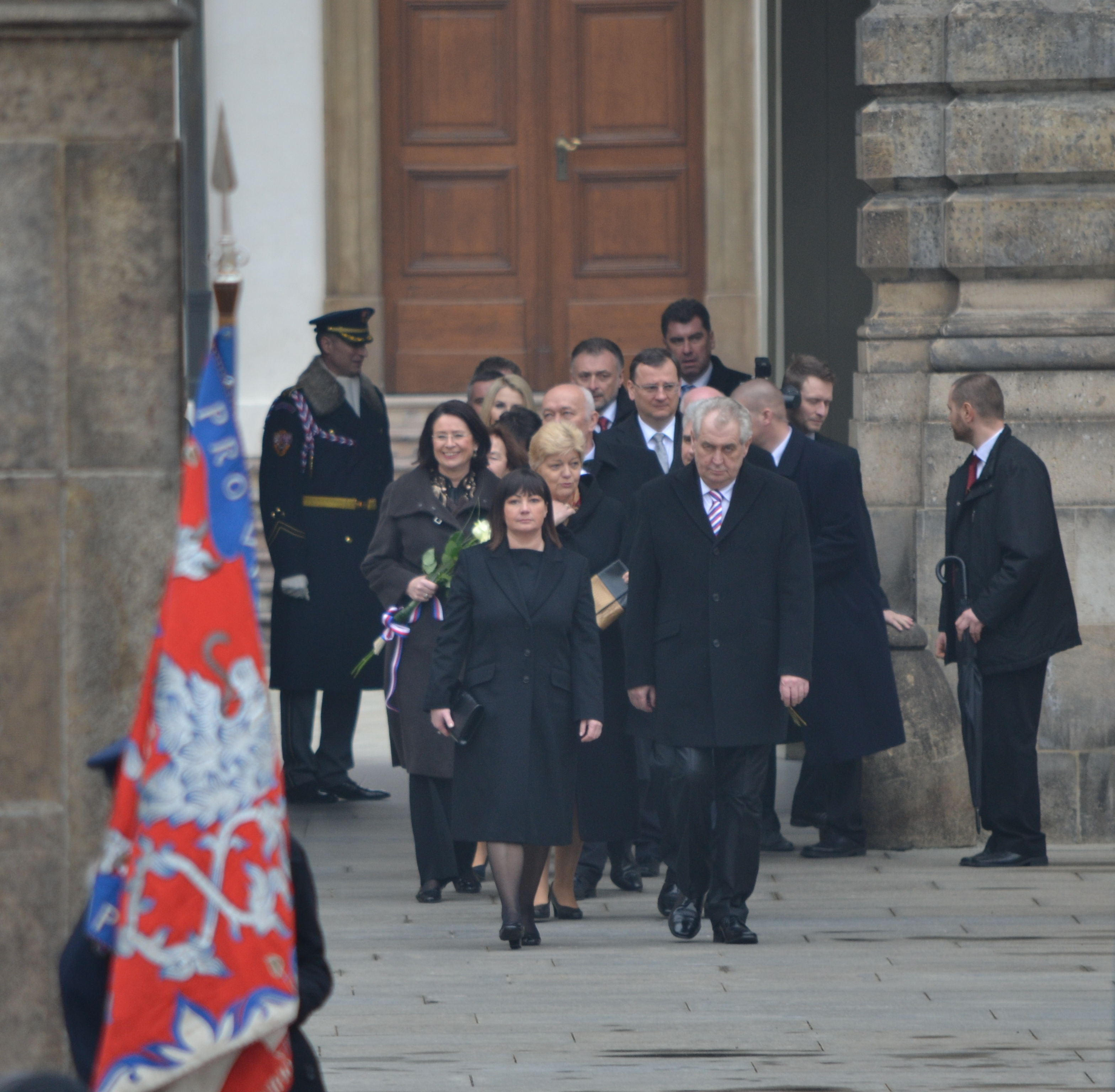
Inaugurace Miloše Zemana za prezidenta České republiky, 8. března 2013

Inaugurace Miloše Zemana do úřadu prezidenta České republiky se konala 8. března 2013  ve Vladislavském sále na Pražském hradě. Do úřadu prezidenta České republiky byl uveden Miloš Zeman, jakožto vítěz historicky první přímých prezidentských voleb v lednu 2013. Slib složil při inauguraci do rukou předsedy Senátu Parlamentu Milana Štěcha. Mandát na druhé pětileté období obhájil v prezidentských volbách 2018.

## Inaugurace 2013

### Průběh inaugurace

#### Před dvanáctou hodinou
Miloš Zeman a jeho nejbližší rodina přijeli na Pražský hrad a poté vstoupili do Vladislavského sálu, kde se konala přehlídka historických praporů. Krátce poté Miloš Zeman položil ruku na slavnostní výtisk prezidentského slibu a zpaměti jej přednesl.[zdroj⁠?!] Poté ho podepsal a od tohoto okamžiku byla vyvěšena vlajka prezidenta České republiky. Poté následoval jeho asi patnáct minut trvající projev. Kritizoval v něm extrémní pravici (nacisty a fašisty), některá česká média, která nevyjmenoval, a nabídl svůj úřad jako „neutrální půdu“ pro přátelský dialog a řekl, že bude spolupracovat se všemi českými politickými stranami. Po projevu následovala vojenská přehlídka na nádvoří Pražského hradu, kde také nechyběly historické prapory. U sochy Tomáše Masaryka položil květiny a zúčastnění zpívali Masarykovu oblíbenou píseň Ach synku, synku. Miloš Zeman pak pronesl svůj stručný projev, ve kterém řekl, že se vzdává udělování amnestií a milostí. Poté následoval program v katedrále svatého Víta, Václava a Vojtěcha.

#### Po dvanácté hodině
Po dvanácté hodině se konal oběd, který zorganizoval Miloš Zeman. Krátce poté podepsal správně natištěnou verzi slavnostního výtisku Ústavy. Od tohoto okamžiku se stal třetím prezidentem samostatné České republiky.
Miloš Zeman měl během celého inauguračního dne na sobě černý oblek a kravatu s ruskou trikolorou.

### Bezpečnostní opatření
V okolí Pražského hradu byli rozmístěni ostřelovači. Policisté v ulicích zabavovali kovové tyče a prohledávali objemnější zavazadla.